# Palais des sports de Pau
Palais des sports de Pau (hrv. Palača sportova Pau) je višenamjenska dvorana u francuskom gradu Pau kapaciteta 7.700 mjesta. Otvorena je 12. siječnja 1991. te je dom košarkaške momčadi Pau-Orthez. Svojom veličinom prestigla je Palais des sports de Beaublanc kao najveća košarkaška dvorana u Francuskoj.
Pau je 1999. godine bio jedna od dvorana u kojoj su se održavali susreti europskog košarkaškog prvenstva, preciznije sve utakmice skupine E. Osim košarke, ovdje su se održavali i teniski mečevi Davis Cupa te utakmice svjetskog rukometnog prvenstva za žene 2007.
Arenu su dizajnirali arhitekti Jean-Michel Lamaison i Michel Camborde dok ju je košarkaški časopis Maxi-Basket proglasio "idealnom".

## Vanjske poveznice
- Informacije o dvorani